# I'll Keep It with Mine
"I'll Keep It with Mine" é uma canção escrita pelo cantor e compositor norte-americano Bob Dylan em 1964, lançada originalmente pela cantora de música folk Judy Collins como single em 1965. Dylan tentou gravar a música para seu álbum Blonde on Blonde, em 1966, embora a mesma não apareça nesse trabalho.

## Gravação e lançamento
Dylan gravou uma demo vocal e piano da música para a editora M. Witmark & Sons em junho de 1964, que foi lançada pela Columbia em 2010 no The Bootleg Series Vol. 9: The Witmark Demos: 1962–1964.
Em meados de janeiro de 1965, durante as sessões do álbum Bringing It All Back Home, o cantor gravou novamente a música solo, no piano. Esta versão, com o título de trabalho "Bank Account Blues", foi lançada em 1985 na compilação Biograph. (As notas do álbum indicam contraditoriamente que esse desempenho foi registrado em junho de 1964 e que foi registrado em janeiro de 1965. O último está correto.)
Um ensaio completo da música, gravado durante as primeiras sessões de Blonde on Blonde em 27 de janeiro de 1966 (por encarte de álbum), foi lançado no The Bootleg Series Volumes 1–3. O ensaio foi difícil e a gravação começa no primeiro verso, que é brevemente interrompido pelo produtor Bob Johnston num alto-falante, dizendo: "O que você estava fazendo."
Durante a sétima sessão de Blonde on Blonde - de 15 a 16 de fevereiro de 1966, no Columbia Music Row Studios em Nashville - Dylan gravou pelo menos dez tomadas instrumentais da música. No entanto, nem todas as tentativas foram completas, já que as tomadas 2, 4, 5, 6 e 7 são falsas, e 1 e 3 são interrompidas.
Dylan pode ser visto tocando a música ao piano no filme 65 Revisited, que foi feito durante sua turnê pela Inglaterra em maio de 1965.

## Crédito
Versão da The Bootleg Series
- Bob Dylan: piano, vocal
- Robbie Robertson: guitarra
- Al Kooper: órgão
- Rick Danko: baixo
- Bobby Gregg: bateria

Versão não lançada
- Charlie McCoy: guitarra
- Wayne Moss: guitarra
- Joe South: baixo
- Al Kooper: órgão
- Hargus "Pig" Robbins: piano
- Kenneth Buttrey: bateria

## Recepção
A Rolling Stone classificou a música na 41ª posição em sua lista de 100 Melhores Canções de Bob Dylan, chamando-a de uma "balada de amizade" com "um vocal doce e queixoso." A agregação das listas de críticos no Acclaimed Music não colocou essa música na sua lista das 3000 melhores músicas de todos os tempos, mas classificou a versão de Bob Dylan como uma das canções de 1965 "borbulhando" no top 3000.

### Regravações
- Judy Collins lançou a primeira gravação da música num single de 1965 na Elektra Records, que nunca apareceu em nenhum de seus álbuns. No encarte de seu álbum pela Geffen Records Just Like A Woman (1993), um tributo a Dylan, ela menciona que o cantor lhe disse que havia escrito a música para ela.
- Dylan mostrou a música à superestrela Warhol Nico, que gravou e lançou uma versão em seu álbum Chelsea Girl, de 1967,.
- Foi regravada pela Fairport Convention e lançada em 1969 como um single nos EUA, bem como em seu álbum What We Did on Our Holidays.
- Charley D. & Milo, co-liderado pelo ocultista Lon Milo DuQuette, gravou a música para o seu álbum de 1970.
- O vocalista do Spooky Tooth, Mike Harrison, incluiu uma versão da canção em seu terceiro álbum solo Rainbow Rider, lançado em 1975.
- Susanna Hoffs gravou uma versão para o projeto Rainy Day.
- Marianne Faithfull gravou um cover da música em seu álbum Strange Weather, de 1987.
- Oh, Susanna a gravou em seu álbum lançado em 2003.
- A banda nova-iorquina Rainer Maria regravou essa música em seu álbum Catastrophe Keeps Us Together, de 2006.
- Um cover dele foi gravado no EP Love Will Reign Supreme da banda de pop-rock eletrônico Mobius Band.
- Bettie Serveert regravou a música para a trilha sonora de I Shot Andy Warhol.
- Dean & Britta incluiu duas versões em 13 Most Beautiful: Songs for Andy Warhol's Screen Tests (2010).
- Foi regravada por Denison Witmer em Subterranean Homesick Blues: A Tribute to Bob Dylan's 'Bringing It All Back Home'  (2010).
- Courtney Love pretendia lançar uma versão da música no que se tornou o álbum Nobody's Daughter (2010), da banda Hole. Enquanto a música pode ter sido gravada, não foi incluída no álbum.[8]
- Michael C. Hall gravou uma versão desta música no EP Belasco com o Hedwig and the Angry Inch do Tits of Clay.
- Richard Barone gravou uma versão para seu álbum Sorrows & Promises: Greenwich Village in the 1960s, de 2016, com David Amram no piano.